# Petai Baru
Petai Baru is een bestuurslaag in het regentschap Kuantan Singingi van de provincie Riau, Indonesië. Petai Baru telt 1597 inwoners (volkstelling 2010).